# 284 г. пр.н.е.
284 (двеста осемдесет и четвърта) година преди новата ера (пр.н.е.) е година от доюлианския (Помпилийски) римски календар.

## Събития

### В Римската република
- Консули са Гай Сервилий Тука и Луций Цецилий Метел Дентер.
- Келтското племе сенони обсажда град Арециум в Етрурия. Римляните правят опит да вдигнат обсадата, но са победени в разразилата се битка, в която е убит консулът Метел Дентер.[1]
- Маний Курий Дентат е избран за суфектконсул и продължава борбата със сеноните като успява да ги победи.[1]
- Римляните основават колонията Сена Галика върху завзети от тях келтски земи.[1][notes 1]

### В Гърция и Тракия
- Птолемей Керавън пристига в царския двор на Лизимах след като е избягал от баща си Птолемей I и Египет.[2]

## Родени
- Птолемей III, владетел на Египет от династията на Птолемеите (умрял 221 г. пр.н.е.)

## Починали
- Амастрида, дъщеря на Оксиатър, по-малкият брат на персийския цар Дарий III, от династията на Ахеменидите
- Луций Цецилий Метел Дентер, консул през тази година (роден ок. 320 г. пр.н.е.)

Бележки:
1. ↑  Това може да е станало и след окончателното сломяване на сеноните през следващата 283 г. пр.н.е.